# Varietà stabile
In matematica, ed in particolare nello studio dei sistemi dinamici, una varietà stabile di un punto di equilibrio di un sistema dinamico è l'insieme dei punti nello spazio delle fasi la cui orbita si avvicina al punto di equilibrio nell'avanzare del tempo. Si tratta di un oggetto fondamentale per studiare la stabilità interna di un sistema dinamico, ed in particolare nel descrivere gli attrattori.

## Descrizione
Dato un sistema dinamico:
{\displaystyle {\dot {x}}=f(x)\qquad x\in M}
definito da un campo vettoriale {\displaystyle f} su una varietà {\displaystyle M}, per esempio {\displaystyle \mathbb {R} ^{n}}, l'immagine (orbita) del flusso {\displaystyle \phi _{t}(x_{0})=x(t,x_{0})} è la traiettoria compiuta dal sistema a partire dal punto iniziale {\displaystyle x_{0}}. Sia {\displaystyle p} un punto di equilibrio:
{\displaystyle f(p)=0}
Esso è un punto fisso del flusso:
{\displaystyle \phi _{t}(p)=p}
ovvero una soluzione stazionaria (invariante nel tempo) dell'equazione differenziale. L'insieme limite:
{\displaystyle V_{p}=\{x\in M:\lim _{t\to +\infty }\phi _{t}(x)=p\}}
è detto varietà stabile del sistema dinamico.
Analogamente, l'insieme:
{\displaystyle V'_{p}=\{x\in M:\lim _{t\to -\infty }\phi _{t}(x)=p\}}
è detto varietà instabile e può essere visto come l'insieme dei punti che si allontanano dal punto di equilibrio.